# Mount Stonehouse
Mount Stonehouse är ett berg i Antarktis. Det ligger i Östantarktis. Nya Zeeland gör anspråk på området. Toppen på Mount Stonehouse är 3 100 meter över havet.
Terrängen runt Mount Stonehouse är kuperad åt sydväst, men åt nordost är den bergig. Trakten är obefolkad. Det finns inga samhällen i närheten. 